# Incinerator Studios
Incinerator Studios est un studio de développement de jeux vidéo américain fondé en 2005. Ancien studio de THQ, il devient un développeur indépendant en mars 2009. Fin 2011, le studio ferme sous ce nom, change sa formule, et devient Playdeck, un studio développant et éditant des jeux uniquement sur smartphone.

## Jeux
- Cars - Wii (2006)
- Cars : La Coupe internationale de Martin - Wii, PS3 (2007)
- MX vs. ATV : Extrême Limite - Wii, PS2 (2007)
- Bob l'éponge et ses amis : L'Ultime Alliance - Wii, PS2 (2008)
- Cars Race-O-Rama - Wii, PS3, X360, PS2 (2009)
- Star Raiders - PS3, X360, PC (2011)[1]